# Can Ganxola
Can Ganxola és una masia situada al municipi de Sant Ferriol, a la comarca catalana de la Garrotxa. Es troba a la vall del riu Ser.